# Turn It On Again: The Hits
Turn It On Again: The Hits je kompilacija hitova britanskog sastava Genesis. 

## Popis pjesama
Sve pjesme su napisali Tony Banks, Phil Collins i Mike Rutherford, osim gdje je drugačije navedeno.
1. "Turn It On Again" – 3:50
2. "Invisible Touch" – 3:27
3. "Mama" (Single version) – 5:19
4. "Land Of Confusion" – 4:45
5. "I Can't Dance" – 4:00
6. "Follow You Follow Me" – 3:59
7. "Hold On My Heart" – 4:38
8. "Abacab" (Single version) – 4:10
9. "I Know What I Like (In Your Wardrobe)" (Banks, Collins, Peter Gabriel, Steve Hackett, Rutherford) – 4:05
10. "No Son Of Mine" (Single version) – 5:44
11. "Tonight, Tonight, Tonight" (Single version) – 4:28
12. "In Too Deep" – 4:57
13. "Congo" (Banks, Rutherford) (Single version) – 4:03
14. "Jesus He Knows Me" – 4:16
15. "That's All" – 4:25
16. "Misunderstanding" (Collins) – 3:12
17. "Throwing It All Away" – 3:49
18. "The Carpet Crawlers 1999" (Banks, Collins, Gabriel, Hackett, Rutherford) – 5:39

## Izvođači
- Peter Gabriel - vokal, flauta (pjesme 9. i 18.)
- Tony Banks - klavijature, 12-žičana gitara, prateći vokal
- Mike Rutherford - bas-gitara, gitara, 12-žičana gitara, prateći vokal
- Phil Collins - vokal, bubnjevi, udaraljke (osim 13. i 17. pjesme)
- Steve Hackett - gitara (pjesme 9. i 18.)
- Ray Wilson – vokal (pjesma 13.)
- Anthony Phillips – gitara (pjesma 16., CD 2)